# Irina Gerasimënok
Irina Aleksandrovna Gerasimënok (in russo Ирина Александровна Герасимёнок?; Mosca, 6 ottobre 1970) è una tiratrice a segno russa, specializzata in carabina sportiva, vincitrice di una medaglia d'argento ai Giochi olimpici di Atlanta 1996.

## Biografia
Figlia d'arte del tiratore sovietico Aleksander Gerasimenok, che prese parte ai Giochi olimpici di Tokyo 1964, Gerasimënok ha iniziato la sua carriera internazionale nel 1994 (prima soltanto una partecipazione agli Europei juniores di Zagabria del 1989 con l'Unione Sovietica). Anno in cui conquista ai Mondiali una medaglia di bronzo personale e altre tre per ciascun metallo in competizioni a squadre. Fu pronta per i Giochi olimpici di Atlanta 1996, unica edizione a cui prese parte, dove conquistò la medaglia d'argento, risultando seconda soltanto alla tiratrice serba Aleksandra Ivošev che in quell'edizione stabilì il record olimpico. Nella stessa disciplina fu premiata con la medaglia bronzo nelle edizioni degli Europei 1997, 1999 e 2001; mentre nel 1998 vinse la Finale della Coppa del Mondo a Zurigo.

## Palmarès
| Anno | Manifestazione  | Sede     | Evento                     | Risultato | Prestazione | Note |
| ---- | --------------- | -------- | -------------------------- | --------- | ----------- | ---- |
| 1994 | Mondiali        | Milano   | Carabina 50m 3P            | Bronzo    | 673.9       |      |
| 1994 | Mondiali        | Milano   | Carabina 50m 3P Squadre    | Argento   | -           |      |
| 1994 | Mondiali        | Milano   | Carabina 50m terra Squadre | Oro       | -           |      |
| 1994 | Mondiali        | Milano   | Carabina aria 10m Squadre  | Argento   | -           |      |
| 1996 | Giochi olimpici | Atlanta  | Carabina 50m 3P            | Argento   | 680.1       |      |
| 1997 | Europei         | Kouvola  | Carabina 50m 3P            | Bronzo    | 680.2       |      |
| 1999 | Europei         | Bordeaux | Carabina 50m 3P            | Bronzo    | 678.7       |      |
| 2001 | Europei         | Zagabria | Carabina 50m 3P            | Bronzo    | 681.3       |      |

## Coppe e meeting internazionali
1998
- Oro in Finale di Coppa de Mondo ( Zurigo), Carabina 50m 3P - 686.1